# سرنیش
سرنیش، روستایی از توابع بخش احمدآباد شهرستان مشهد در استان خراسان رضوی ایران است.

## جمعیت
این روستا در دهستان سرجام قرار دارد و براساس سرشماری مرکز آمار ایران در سال 1395، جمعیت آن 215 نفر (74خانوار) بوده‌است.